# Jakob Ruf
Jakob Ruf (* um 1505 in Konstanz; † 20. Februar 1558 in Zürich), auch Jakob Ruef, Jakob Rueff, Jakob Ruoff u. ä., war ein Schweizer Chirurg, Geburtshelfer und Schriftsteller süddeutscher Herkunft.

## Leben
Jakob Ruf wuchs in ärmlichen Verhältnissen in Konstanz auf. In jungen Jahren trat er ins Kloster Chur ein. Die Reformation veranlasste ihn, 1526 aus dem Kloster auszutreten. Er machte eine Scherermeister-Ausbildung in Konstanz und Lindau und wurde Spezialist im Operieren von Leisten- und Hodenbrüchen und Blasensteinen. 
Nach dem Tode seines Vorgängers in der Schlacht bei Kappel bewarb sich Ruf beim Zürcher Rat, der ihn 1532 als städtischen Chirurg (Stadtschnittarzt) anstellte und als Stadtbürger aufnahm. Ab 1535 verkehrte er als «Stubenhitzer» (er entrichtete ein jährliches Heizgeld) in der Trinkstube der angesehenen Gesellschaft zur Constaffel im Haus zum Rüden. 1539 trat er dem «Schwarzen Garten» bei, der Untersektion für Bader und Scherer innerhalb der Schmidenzunft.

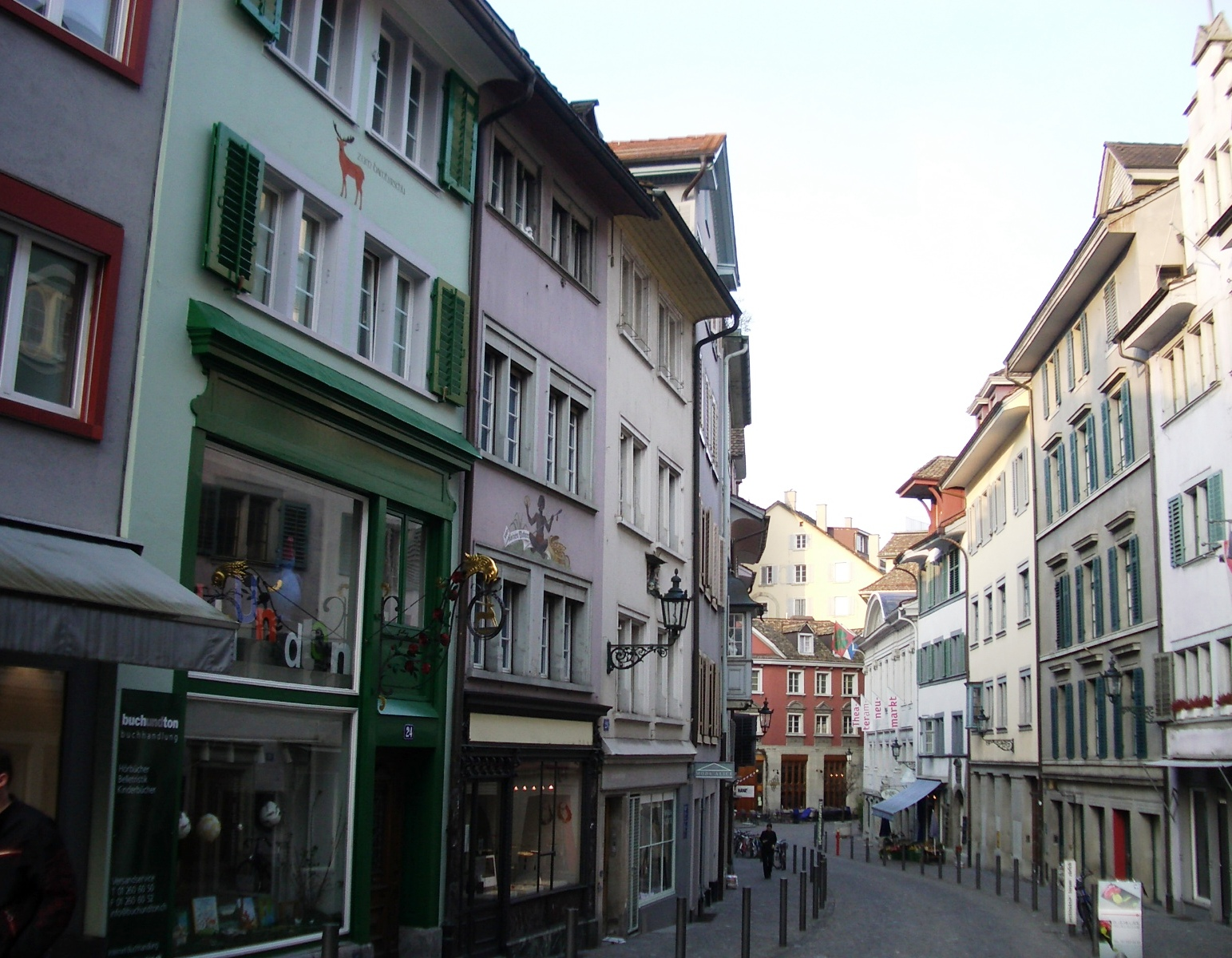
Zum Damhirschli, Neumarkt 24 («grünes» Haus, links)

1547 wurde Ruf von Heinrich Bullinger verdächtigt, bei den konfessionellen Spannungen (Schmalkaldischer Krieg) in Süddeutschland den Reformierten zu helfen. Zürich konnte seinen reformierten Glaubensbrüdern nicht beistehen, weil es nach der Niederlage bei Kappel keine weitere Auseinandersetzung mit der katholischen Innerschweiz riskieren wollte. Nach der Niederlage gegen Habsburg wurde Konstanz wieder katholisch. Ruf schrieb sein Konstanzerlied.
1552 wurde Ruf als Handwerkschirurg vom Zürcher Rat zum interimistischen Stadtarzt ernannt, weil kein an einer Universität ausgebildeter Arzt zur Verfügung stand. Zu seinen Pflichten gehörten die Behandlung der inneren Krankheiten und die Aufsicht über die Hebammen in Zürich. Sein berühmtes Hebammenlehrbuch Trostbüchlein entstand in dieser Zeit. 1554 wurde er von Conrad Gessner abgelöst. Jakob Ruf bewohnte die Häuser Dammhirschli und Stelzlein (heute Neumarkt Nr. 24 und 28) und besass eine Wiese auf der Platte in Fluntern.

## Werk
Neben seiner medizinischen Tätigkeit war Ruf schriftstellerisch und kulturell tätig. Er schrieb wichtige medizinische Handbücher, beispielsweise das Lehrbuch über Geburtshilfe, in welchem er erstmals auf die Placenta praevia als Geburtshindernis hinwies, oder den Augenheilkunde-Traktat. Er deutete aussergewöhnliche Erscheinungen, verfasste Flugblätter und Lieder sowie eine Reihe von Theaterstücken mit reformatorischen Anliegen und politischer Funktion, die er selbst in Zürich inszenierte.

### Stadtchirurg und medizinischer Schriftsteller
Rufs Schriften widerspiegeln die Aufbruchstimmung in der Medizin zur Reformationszeit. Er vermittelte neues anatomisches Wissen und spezialisiertes chirurgisches Handwerk für interessierte städtische Laien. Von grosser Bedeutung für die Pharmaziegeschichte der frühen Neuzeit sind die zahlreichen, in Rufs Werk integrierten Rezepte.

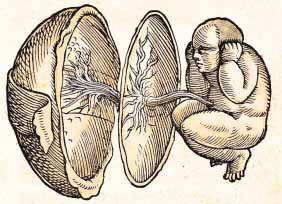
Embryonalentwicklung, Trostbüchlein, Holzschnitt, 1554

- 1544/1545 erstellte er ein handschriftlich überliefertes Ärzte – und Astrologenverzeichnis mit 450 berühmten Namen seit der Antike. Es ist den beiden Stadtärzten Christoph Klauser und Conrad Gessner gewidmet. In enger Verbindung damit steht eine dreiteilige Flugblattserie mit dekorativen Astrologen- und Ärzteporträts (Holzschnitt: Heinrich Vogtherr; Text: Jakob Ruf).
- Die Handschrift über Augenheilkunde Practica in arte ophthalmica copiosa entstand 1545.[3] Sie gibt Einblicke in den Wissensstand der Augenheilkunde im 16. Jahrhundert, die chirurgischen sowie die pharmakotherapeutischen Möglichkeiten.
- 1554 wurde das Trostbüchlein, ein Hebammenlehrbuch, auf Deutsch für Hebammen und auf Lateinisch[4] für Ärzte und Gelehrte gedruckt. Die Gesamtausgabe[5] enthält auch die Archivalien zum Gebrauch des Lehrbuchs in der Stadt Zürich, die Texte zur internationalen Rezeption sowie die gesamte Ikonographie (Holzschnitte der Ausgabe von 1554 durch Christoph Froschauer: Jos Murer; Holzschnitte der Ausgabe von 1580 durch Sigmund Feyerabend: Jost Ammann).
- 1556 erschien das Tumorbüchlein. Es fand noch im 17. Jahrhundert Interesse unter den Mitgliedern der Amsterdamer Chirurgengilde, für die es in niederländischer Übersetzung gedruckt wurde.
- Alle medizinischen Werke enthalten zahlreiche Illustrationen (Federzeichnungen, Holzschnitte) zur anatomischen Visualisierung.

### Theatermacher und Regisseur
Die alle paar Jahre stattfindenden Theateraufführungen waren ein gesellschaftlicher Grossanlass, an dem fast alle der damals 5'000 Stadtzürcher teilnahmen. Aus den benachbarten eidgenössischen Städten wurden Gäste eingeladen. Das Theaterspiel wurde von Laien unter freiem Himmel auf dem Münsterhof neben dem Fraumünster gespielt und dauerte ein bis zwei Tage. Diese Volksvorführungen dienten als Massenmedien für die kollektive Konsensbildung der Stadtbevölkerung und die Sozialisation der Jungen.
- 1538 entstand Rufs Theaterstück Etter Heini, das wegen seiner Polemik gegen Katholizismus und Reislaufen erst 1978 uraufgeführt wurde.
- Am Pfingstmontag 1539 gelangte sein erstes Theaterstück Weingarten zur Aufführung.
- Ein vor 1545 entstandenes Spiel von der keuschen Paulina ist nicht erhalten.
- Das protestantische Passionspiel von 1545 über die Leidensgeschichte Christi wurde möglicherweise nie aufgeführt.
- Rufs Theater Wilhelm Tell wurde 1545 mit grossem Erfolg aufgeführt und publiziert.
- Das Lied von Frau Schwätzerin entstand nach 1545.
- Sein aufwendigstes Theater, Adam und Eva, wurde 1550 aufgeführt und gedruckt. Für dieses Spiel bzw. seine letzte Regiearbeit in der und für die Stadt Zürich wurde Ruf ausgezeichnet.

### Prognostiker und Kritiker der Zeichensucht
Im 16. Jahrhundert dominierte die Auffassung, dass aussergewöhnliche Naturphänomene und Ereignisse Auskunft über das Verhältnis zwischen Mensch und Gott gaben. Missgeburten unter Menschen und Tieren, bestimmte Himmelskonstellationen und Teufelserscheinungen waren diesbezüglich gleichrangig. Aufgrund seiner medizinischen und astrologischen Kenntnisse und seiner Praxiserfahrung war Ruf prädestiniert, solche Erscheinungen zu interpretieren und der Bevölkerung entsprechende Handlungsanweisungen zu geben. Er war ein vergleichsweise nüchterner Zeichendeuter. Eine von Rufs wichtigsten Botschaften ist die Mahnung zur Vorsicht gegenüber aller Zeichendeutung (in seinem letzten Text überhaupt).
- Ab dem Jahr 1543 verfasste Ruf zahlreiche kalendarische und prognostische Schriften (vermutlich war diese Aufgabe des Stadtarztes durch Christoph Klauser an Ruf delegiert worden). Insgesamt zählen die von Ruf verfassten Zürcher Kalender (sie stammen aus dem Besitz von Wolfgang Haller) zu den wichtigsten Beständen an sogenannten Schreibkalendern aus dieser Zeit.

- Er erklärte und deutete in einem Flugblatt die Schaffhauser Missgeburt. Aus den schwierigen Umständen der Geburt siamesischer Zwillinge erhob Ruf das Postulat nach verbesserter Ausbildung der geburtshilflich Tätigen. Jahre später trug er zur Professionalisierung der Hebammen durch sein Geburtshilfe-Lehrbuch bei.

- 1544 erschienen die Flugblätter über eine Monderscheinung in Wil und eine Glarner Nebensonnenerscheinung. Von letzterem sind Text- und Bilddokumente erhalten, die Auskunft über das politische Konfliktpotenzial von Flugblättern geben; sie sind in der Gesamtausgabe ediert.

- Ruf interessierte sich aus den wissenschaftlichen Interessen der Zeit heraus für die Missbildungen und legte die erste systematische «Monster-Sammlung» (in Text und Bild, als Teil des 1554 publizierten Geburtshilfebuchs) vor. Sie wurde später von Ambroise Paré und anderen ohne Hinweis auf Ruf weiterverwendet.

- Die 1555 erschienenen Fisch-Sprüche enthielten diätetische Informationen über verschiedene Fischsorten. Rufs Sprüche wurden im Druck von Gregor Mangolts Fischbuch wiederverwendet; unklar ist, welche Rolle Conrad Gesner bei der Vermittlung des Manuskripts gespielt hatte.

## Zur Schreibung des Namens
Jakob Rufs Name wurde zu seinen Lebzeiten in Übereinstimmung mit der schweizerischen Aussprache und der damaligen eidgenössischen Kanzleisprache gewöhnlich «Ruoff» geschrieben. In der Forschung haben sich seither mehrere Schreibvarianten wie «Jacob Rueff», «Jacob Ruof» etc. eingebürgert. Dies erschwerte die Identifikation erheblich und verursachte beispielsweise die Verwechslung mit dem Strassburger Walther Hermann Ryff. Deshalb führte die Zürcher Forschergruppe, die unter der Leitung von Hildegard Elisabeth Keller das Gesamtwerk zum ersten Mal ediert hat, die modernisierte Schreibung «Jakob Ruf» ein. Für diese Vereinheitlichung hatte bereits Brian Murdoch plädiert.

## Museum
- Museum für medizinhistorische Bücher, Muri AG: Jakob Ruf[7]